# Plantación Magnolia (Luisiana)
La Plantación Magnolia es una antigua plantación de algodón situada en la parroquia de Natchitoches (Luisiana), cercana a la población de Derry. El lugar fue declarado Monumento Histórico Nacional en 2001, y es uno de los complejos de plantaciones del siglo XIX más intactos del país, ya que cuenta con un conjunto de cabañas para esclavos y numerosas dependencias y tecnología de la época. Incluida en el Parque Histórico Nacional Cane River Creole, la plantación es también un destino de la Ruta del Patrimonio Afroamericano de Luisiana. Es una de las dos plantaciones del parque, siendo la otra la Plantación Oakland.

## Historia
Los orígenes de esta plantación se remontan a Jean Baptiste LeComte II, que recibió concesiones de tierras francesas y españolas a mediados del siglo XVIII. Así comenzó la historia registrada de la plantación. Pero las primeras estructuras no se construyeron hasta el siglo XIX, y la plantación no estuvo en funcionamiento hasta 1830. Ambrose LeComte, hijo de Jean Baptiste, se casó con Julia Buard. Iniciaron una tradición de comunidad y cultivo en una vasta propiedad. Dos de sus hijas, Laura y Ursula Atala, se casaron con dos hijos de la familia Hertzog: Bernard Theophile Henry y Matthew Hertzog, respectivamente. Atala (LeComte) y Matthew Hertzog se hicieron cargo de la plantación poco después de su matrimonio en 1852, vinculando así el apellido Hertzog a Magnolia. En 1860, Ambrose II poseía múltiples propiedades de más de 6.000 acres. El algodón y otros cultivos eran cultivados y cosechados por 275 personas esclavizadas alojadas en 70 cabañas.
La Plantación Magnolia es excepcional por la tecnología agrícola que ha sobrevivido, como los tractores recolectores de algodón y las dos desmotadoras de algodón (tanto a vapor como de tracción animal). Cuenta con 21 edificios que contribuyen a la importancia del lugar, un número inusualmente alto para las plantaciones supervivientes. Entre ellos se encuentran las ocho cabañas de ladrillo de las dependencias originales de los esclavos, que contenían 70 cabañas para los numerosos esclavos. Después de la guerra civil estadounidense, estas cabañas fueron utilizadas por los libertos, aparceros negros cuyas familias vivieron y trabajaron en la plantación durante 100 años más. Con la mecanización que sustituyó a los trabajadores, el número de cabañas mantenidas disminuyó gradualmente.

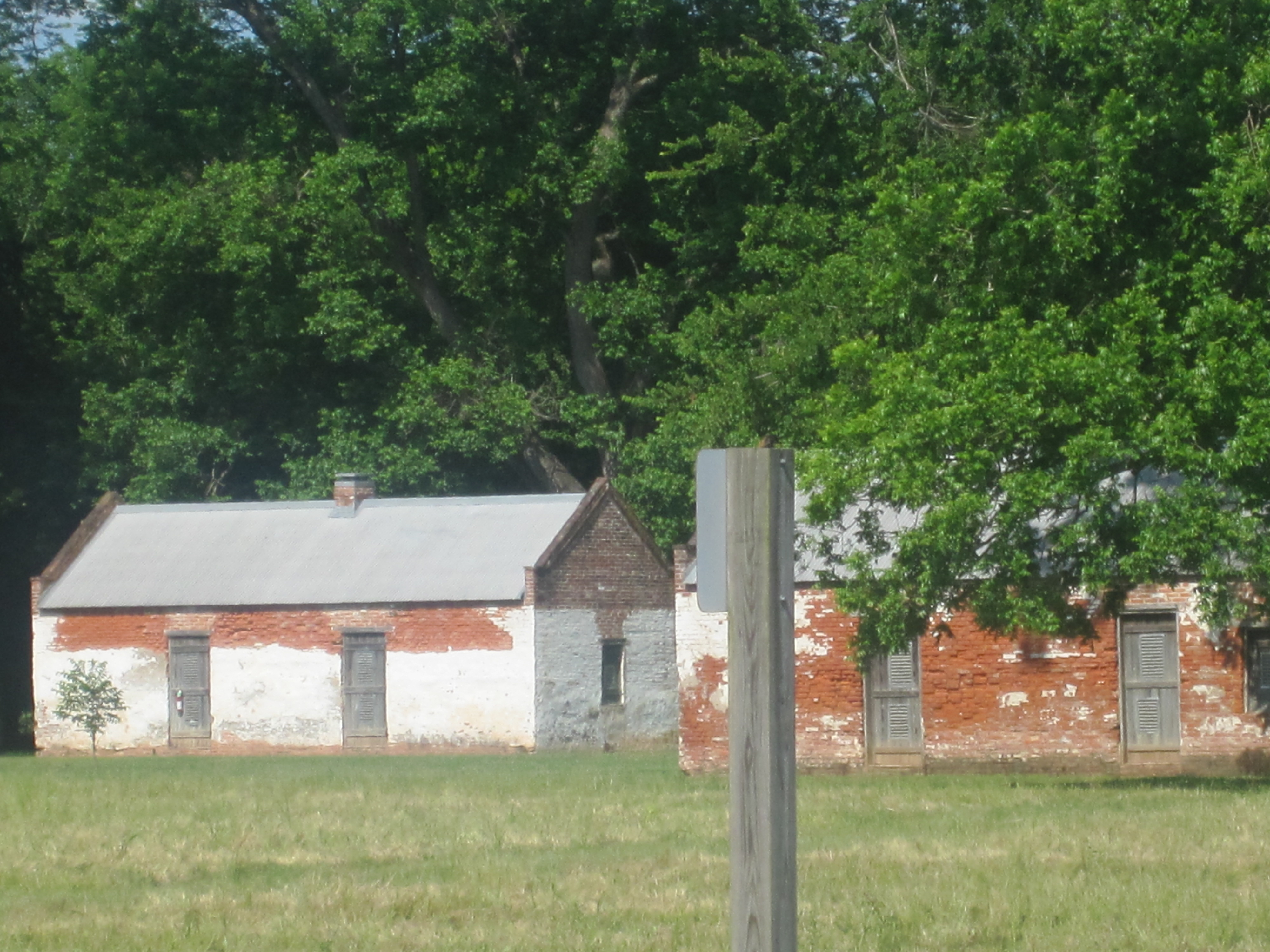
Barracones de esclavos en los términos de la plantación.

La plantación también fue excepcional por su influencia en la comunidad y en la zona de Cane River. Los Hertzog tuvieron que reconstruir la casa de la plantación y otros edificios dañados en la guerra. Pero durante un siglo posterior, "los Hertzog", como se conocía familiarmente el lugar, sirvieron como centro de una comunidad más amplia de negros y criollos de color que también vivían y trabajaban en la plantación. Los negros eran en su mayoría protestantes, mientras que los criollos de color eran católicos y en su mayoría arrendaban tierras como agricultores. Todos ellos consideraban que, junto con los Hertzog, tenían interés en mantener la productividad de la tierra. A mediados del siglo XX, la mecanización de la agricultura redujo la necesidad de trabajadores y muchos se fueron a trabajar a las ciudades.
Sabin Gianelloni, Jr. compró parte de la plantación en agosto o septiembre de 1951 a los descendientes de Hertzog y la mantuvo durante un tiempo, pero los Hertzog siguieron siendo propietarios y viviendo en la casa principal hasta el año 2000; la última fue Betty Hertzog, que vivió la mayor parte de su vida en la casa. El grupo oficial, los descendientes de Ambrose John Hertzog y Sarah Jane Hunt Hertzog, tomó el relevo después de que ella decidiera dejar la casa. Gestionan la casa y las tierras de cultivo.

## En la actualidad
La parte del parque de la plantación es propiedad del Servicio de Parques Nacionales. La casa principal y los terrenos de cultivo son propiedad de los descendientes de Ambrose John Hertzog y Sarah Jane Hunter Hertzog. El Servicio de Parques ha adquirido 16 edificios, entre los que se encuentran la tienda de la plantación, la desmotadora de algodón, la casa del supervisor (u hospital de esclavos), la herrería y las dependencias de ladrillo, encargándose de su cuidado y mejora para su preservación.
La plantación apareció en el cuarto programa de la segunda temporada de Buscadores de fantasmas, que se emitió originalmente el 26 de junio de 2009.